# Vukosavlje
Vukosavlje je općina u Bosni i Hercegovini. Administrativno pripada entitetu Republike Srpske. Nastala je nakon Daytonskog sporazuma, a prije rata u BiH je bila dio općina Odžak i Modriča.

## Stanovništvo
| Stanovništvo prostora općine Vukosavlje |                |                                 |
| godina popisa                           | 2013.          | 1991. u promijenjenim granicama |
| Hrvati                                  | 776 (16,63 %)  | 3.440 (43,01 %)                 |
| Bošnjaci/Muslimani                      | 2180 (46,71 %) | 2861 (35,77 %)                  |
| Srbi                                    | 1516 (32,5 %)  | 1332 (16,65 %)                  |
| ostali i nepoznato                      | 195 (4,18 %)   | 366 (4,58 %)                    |
| ukupno                                  | 4667           | 7999                            |

## Naseljena mjesta
Po posljednjem službenom popisu stanovništva iz 1991. godine, općina Odžak imala je 30 056 stanovnika, raspoređenih u 14 naselja. Poslije potpisivanja Daytonskog sporazuma, najveći dio općine Odžak ušao je u sastav Federacije Bosne i Hercegovine. 
U sastav Republike Srpske ušla su naseljena mjesta iz prijeratne općine Odžak: 
Gnionica, 
Jošavica i 
Srnava, 
te dijelovi naseljenih mjesta: 
Odžak, 
Potočani i 
Vrbovac 
A općini su pripojena i naseljena mjesta iz općine Modriča:
Jakeš, 
Pećnik i 
Modrički Lug.
Mjesto Jakeš je poslije Daytonskog sporazuma i srpskog povlačenja iz Odžaka preimenovano u Vukosavlje, a srpske vlasti su također preimenovale Pećnik u Vidikovac kao i Modrički Lug u Brezik. Područje novostvorene općine bilo je prije rata većinski hrvatsko s 43 % (3440) Hrvata, 35 % (2861) Muslimana (i to u selima koji su prije bila dio Modriče), 16 % (1332) Srba, a ostatak su činili Jugoslaveni i ostali.

## Obrazovanje
OŠ "Aleksa Šantic"

## Kultura

### Šport
U općini Vukosavlje postoji mali broj sportskih klubova, a u ovom trenutku to su uglavnom nogometni klubovi. Ranije su postojali i karate klub (ugašen), džiu džicu klub (ugašen). Sada postoji F. K. "Sloga" Jakeš i F. K. "Bosna" Modrički Lug, dok F. K. "Gnionica" iz Gnionice je zbog novčanih problema prestao natjecati se u nogometnoj ligi Republike Srpske.